# 폴 월포위츠
폴 던데스 월포위츠(영어: Paul Dundes Wolfowitz, 문화어: 폴 울포위쯔, 1943년 12월 22일 ~ )는 전 세계은행의 총재, 미국의 전 인도네시아 대사, 국방부 부장관, 존스 홉킨스 대학교 폴 니츠 고등국제학대학의 전 학장이다.
그는 신보수주의를 주도하고 있다.

## 같이 보기
- 세계은행 그룹